# Alexander von Nordmann
Alexander von Nordmann (Kotka, 24 de maio de 1803 – Turku, 25 de junho de 1866) foi um biólogo finlandês do século XIX, que contribuiu para zoologia, parasitologia, botânica e paleontologia.

## Biografia
Nordmann era filho de um oficial do exército russo na fortaleza Ruotsinsalmi, sudeste da Finlândia. Ele iniciou seus estudos acadêmicos na Academia Imperial de Turku, e naquela época também atuou como curador de coleções entomológicas. Em 1827, ele continuou seus estudos em Berlim com o famoso parasitologista e anatomista Karl Rudolphi. Seu primeiro grande trabalho foi uma descrição microscópica de dezenas de vermes e crustáceos parasitas dos olhos e de outros órgãos de peixes e outros animais, incluindo o homem. Isso incluía o enigmático monogenético Diplozoon paradoxum.
Em 1832 foi nomeado professor (professor) no Lyceum Richelieu em Odessa, Ucrânia, e em 1834 também diretor do Jardim Botânico de Odessa e da Escola de Jardinagem Central associada. Ele participou de várias expedições e coletou espécimes de história natural no sul da Rússia e regiões adjacentes. Mais tarde, em 1849, ele se tornou professor de Zoologia e Botânica na Imperial Alexander University na Finlândia (Helsinque). Ele morreu de insuficiência cardíaca em 25 de junho de 1866.

## Principais obras
- Mikrographische Beiträge zur Naturgeschichte der wirbellosen Thiere I - II. Berlin 1832
- Voyage dans la Russie méridionale et la Crimée, par la Hongrie, la Valachie et la Moldawie, exécuté en 1837, sous la Direction de M. Anatole de Demidoff. III. Observations sur la Faune pontique. Paris 1840
- Histoire naturelle des animaux sans vertèbres. III. Entozoa. Paris 1840
- Versuch einer Natur- und Entwickelungsgeschichte des Tergipes Edwardsii. - Mémoires présentés à l'Académie Impériale des Science de St. Petersbourg IV. St. Petersburg 1845
- Palaeontologie Südrusslands I - IV. 1858 - 1860